# Columns III
Columns III, известная в Японии как Columns III: Taiketsu! Columns World (яп. コラムスⅢ 対決！コラムスワールド Корамусу III Тайкэцу! Корамусу Ва:рудо) и как Columns III: Revenge of Columns в некоторых версиях — видеоигра в жанре puzzle, третья часть серии Columns, вышедшая в 1993 году для игровой приставки Sega Mega Drive. С 2010 года игра доступна в составе сборника SEGA Mega Drive and Genesis Classics для платформ Linux, macOS, Windows, с 2018 — PlayStation 4, Xbox One и Nintendo Switch.

## Об игре
Игра также как и остальные игры серии является вариацией на тему тетриса. Играющий, меняя последовательность цветов квадратиков, пытается присоединить её нужным концом и составить линейку в три квадрата одинакого цвета. В то время как колонна падает, игрок может переместить его влево и вправо, а может поменять и позиции цветов в нём. Если колонка упала и есть три или более одинаковых цветов в связанных в прямую линию по горизонтали, вертикали или диагонали, эти квадраты исчезают. С каждым уровнем колонны падают быстрей. Также есть магический столб, который удаляет все квадраты цвета на который он упал. В режиме многопользовательской игры пять игроков могут сражаться друг против друга в свободном для всех поле.

## Музыка
Музыку для игры написал известный японский композитор Токухико Увабо, который также написал музыку для Columns.

## Выпуск для различных платформ
15 октября 1993 игра была выпущена для Mega Drive в Японии, а 17 декабря 1993 в США. Для Wii игра была выпущена 11 декабря 2007 в Японии, 4 февраля 2008 года в США, 2 мая 2008 в ЕС. 26 октября 2010 игра была выпущена для Windows посредством Steam.

## Отзывы
Игры получила смешанные обзоры критиков. Самую низкую оценку поставила Nintendo Life — 4 балла из 10. IGN поставила 5.5 из 10 для версий на Genesis и для Wii. Самую высокую оценку поставила Game Players — 87 из 100 баллов. Sega-16.com поставила 4 балла из 10, а Mega Fun 84 балла из 100.